# روبن جنكينز (مصمم)
روبن جنكينز (بالإنجليزية: Robin Jenkins)‏ هو مصمم أمريكي، ولد في 20 يوليو 1959 في وودروف في الولايات المتحدة.